# Kanton Bort-les-Orgues
Der Kanton Bort-les-Orgues war von 1790 bis 2015 ein französischer Wahlkreis im Département Corrèze und in der Region Limousin. Er umfasste zehn Gemeinden im Arrondissement Ussel; sein Hauptort (frz.: chef-lieu) war Bort-les-Orgues. 

## Gemeinden
| Gemeinde               | Einwohner (Stand: 2022) | Code postal | Code Insee |
| ---------------------- | ----------------------- | ----------- | ---------- |
| Bort-les-Orgues        | 2487                    | 19110       | 19028      |
| Margerides             | 284                     | 19200       | 19128      |
| Monestier-Port-Dieu    | 133                     | 19110       | 19142      |
| Confolent-Port-Dieu    | 41                      | 19200       | 19167      |
| Saint-Bonnet-près-Bort | 188                     | 19200       | 19190      |
| Saint-Julien-près-Bort | 412                     | 19110       | 19218      |
| Saint-Victour          | 194                     | 19200       | 19247      |
| Sarroux                | 867                     | 19110       | 19252      |
| Thalamy                | 104                     | 19200       | 19266      |
| Veyrières              | 82                      | 19200       | 19283      |